# 藍田村
藍田村（あいだむら）は、熊本県の南部、球磨郡にかつてあった村。

## 歴史
- 1889年4月1日 - 町村制が施行し、間村、七地村、大畑村が合併し藍田村が発足。
- 1942年2月11日 - 人吉町、中原村、西瀬村と合併して人吉市となる。同時に、村内の3大字は以下の各町に改められる。
  - 間 → 東大塚町、浪床町、東間上町、西間上町、西間下町、古仏頂町、蓑野町、木地屋町、蟹作町（一部）
  - 七地 → 七地町、蟹作町、赤池原町、赤池水無町、東漆田町、下漆田町、上漆田町、浪床町（一部）、大畑麓町（一部）
  - 大畑 → 大畑町、大畑麓町、上田代町、下田代町、矢岳町、段塔町、下漆田町（一部）、上漆田町（一部）

## 学校
- 藍田村立東間国民学校（現在の人吉市立東間小学校）
- 藍田村立大畑国民学校（現在の人吉市立大畑小学校）